# 上甑町桑之浦
上甑町桑之浦（かみこしきちょうくわのうら）は、鹿児島県薩摩川内市の大字。旧薩摩国甑島郡甑島郷桑之浦村、甑島郡上甑村大字桑之浦、薩摩郡上甑村大字桑之浦。郵便番号は896-1206。人口は34人、世帯数は22世帯（2020年10月1日現在）。「上甑村郷土誌」によると1977年（昭和52年）時点での面積は1.42平方キロメートルである。
甑島列島に属する上甑島の北西部に位置している。南北に半島状となっており、西海岸は断崖が連なっている。

## 地理
薩摩半島の北西部に浮かぶ甑島列島北部の上甑島の西部に位置しており、岬状に突出している。字域の北東方には上甑町瀬上に接しており、東方には浦内湾、北方から西方にかけては東シナ海に面している。
集落は浦内湾にある桑之浦港付近に集積している。桑之浦港は天然の入り江に形成された港であり、比較的遠浅になっており、真珠の養殖がおこなわれている。また桑之浦集落を起点に鹿児島県道348号桑之浦里港線が北東に進む。
野町には宇佐八幡神社があり、創建年代は不詳とされているが、落人の中村但馬某によって勧請されたものであるという。また、社殿跡からは弥生式土器が発見されている。また、北部には舟見山牧場がある。
桑之浦集落付近の雑木林にはキイレツチトリモチが少量であるが発生しており、ネズミモチが寄生している。

### 地名の由来
「上甑村郷土誌」によれば、由来等は不明であるが、昔に桑ノ木があったことから名づけられたのではないかと推測している。

### 自然公園・自然保護地区
2015年（平成27年）3月16日に甑島列島の区域を対象とした国定公園として「甑島国定公園」が指定された。集落を除いてほぼ全域が国定公園の区域に含まれており、2015年（平成27年）3月16日の鹿児島県告示「甑島国定公園区域内における特別地域の指定」により一部が特別地域に、「甑島国定公園区域の海域内における海域公園地区の指定」によって海域の一部が「上甑島西海岸及び長目の浜海域公園地区」にそれぞれ指定された。

### 山岳
国土地理院地図（抄）。
- 縄瀬山 - 標高306 m。桑之浦半島の中央部にある[16]。

### 島嶼・岩礁
国土地理院地図（抄）。陸繋した浜辺や海礁上の小岩、無名の岩を除く。
- 唐船ガトモ - 岩の形が唐船の船尾に似ていることから名づけられた[16]。
- チキリ - 瀬の形が竿秤の重りに似ていることから名づけられた[16]。

### 小字
『角川日本地名大辞典』によると上甑町桑之浦の小字は以下のとおりである。
揚倉、辰丸、赤生木、野町、村之上、宮之上、芹段、山之神、住吉之元、狩底、西山

## 歴史

### 前史時代
大蔵岳の麓の平地から弥生時代後期の弥生土器が出土している。これらは桑之浦遺跡と呼ばれ、「上甑村郷土誌」によれば、調査を実施した医師の村永謙三の論文を根拠に、「古くから住人の土着したことは、石器や土器の存在から容易にうかがうことができる。すなわち縄文弥生古墳の各期にわたり本土文化の波及をうけ、南九州とくに薩摩半島西岸と密接不離の関係が認められ、同一文化圏に属していたことが判明する。」と記している。

### 近世の桑之浦
桑之浦という地名は江戸時代より見え、薩摩国甑島郡甑島郷（外城）のうちの桑之浦村であった。村高は「三州御治世要覧」においては15石余、「旧高旧領取調帳」では22石余であった。
江戸時代の測量家である伊能忠敬が著した「九州東海辺沿海村順」には家数35と記載されている。

### 町村制施行以後の桑之浦
1889年（明治22年）に町村制が施行されたのに伴い、上甑島及び中甑島の全域にあたる中甑村、中野村、江石村、平良村、小島村、瀬上村、桑之浦村、里村の区域より上甑村が成立し、それまでの桑之浦村の区域は上甑村の大字「桑之浦」となった。
第二次世界大戦終戦後には外地からの引き上げなど帰郷者が増えたため、漁業が盛んであり小学校も置かれていたが、その後人口が減少し、小学校も廃止された。1965年（昭和40年）に字底狩の傾斜地を鹿児島県畜産課の指導のもと調査を実施し、1966年（昭和41年）から団体営草地開発事業として草地などが整備され、1967年（昭和42年）に「舟見山牧場」と命名された。
1999年（平成11年）4月2日に公有水面埋立地の区域を桑之浦字野町の一部に編入した。
2004年（平成16年）10月12日に上甑村が川内市、東郷町、入来町、祁答院町、樋脇町、鹿島村、下甑村、里村と新設合併し薩摩川内市が設置された。この市町村合併に伴い設置された法定合併協議会において大字名については「従前の村名を町名とし、これを従前の大字名冠したものをもって、大字とする」と協定され、旧村名である「上甑村」の村を町に置換え、従前の大字名である桑之浦に冠することとなった。合併当日の10月12日に鹿児島県の告示である「 字の名称の変更」が鹿児島県公報に掲載された。この告示の規定に基づき即日名称の変更が行われ、大字名が「桑之浦」から薩摩川内市の大字「上甑町桑之浦」に改称された。

### 字域の変遷
| 実施後                   | 実施年                   | 実施前         |
| ------------------------ | ------------------------ | -------------- |
| 大字桑之浦字野町（編入） | 1999年（平成11年）4月2日 | 公有水面埋立地 |

## 施設

### 公共
- 住民センター[25]

### 寺社
- 宇佐八幡神社

### その他
- 舟見山牧場（旧上甑村営）[20]

## 人口
以下の表は国勢調査による小地域集計が開始された1995年以降の人口の推移である。
| 年                 | 人口 |
| ------------------ | ---- |
| 1995年（平成7年）  | 115  |
| 2000年（平成12年） | 79   |
| 2005年（平成17年） | 69   |
| 2010年（平成22年） | 62   |
| 2015年（平成27年） | 50   |
| 2020年（令和2年）  | 34   |

## 教育
桑之浦にはかつて「上甑村立宇佐小学校」が設置されていた。
宇佐小学校は1883年（明治16年）に寺子屋として開設され、1895年（明治28年）に桑之浦尋常小学校となった。1900年（明治33年）に浦内小学校の教場となったが、1923年（大正12年）に再び独立校となり「宇佐小学校」に改称した。1941年（昭和16年）に国民学校となり、1947年（昭和22年）に宇佐小学校に改称、1968年（昭和43年）に浦内小学校に統合され閉校した。

### 小・中学校の学区
市立小・中学校の学区（校区）は以下の通りである。
| 大字         | 小字 | 小学校                 | 中学校                                                  |
| ------------ | ---- | ---------------------- | ------------------------------------------------------- |
| 上甑町桑之浦 | 全域 | 薩摩川内市立中津小学校 | 薩摩川内市立里中学校 （薩摩川内市立上甑中学校：休校中） |

## 交通

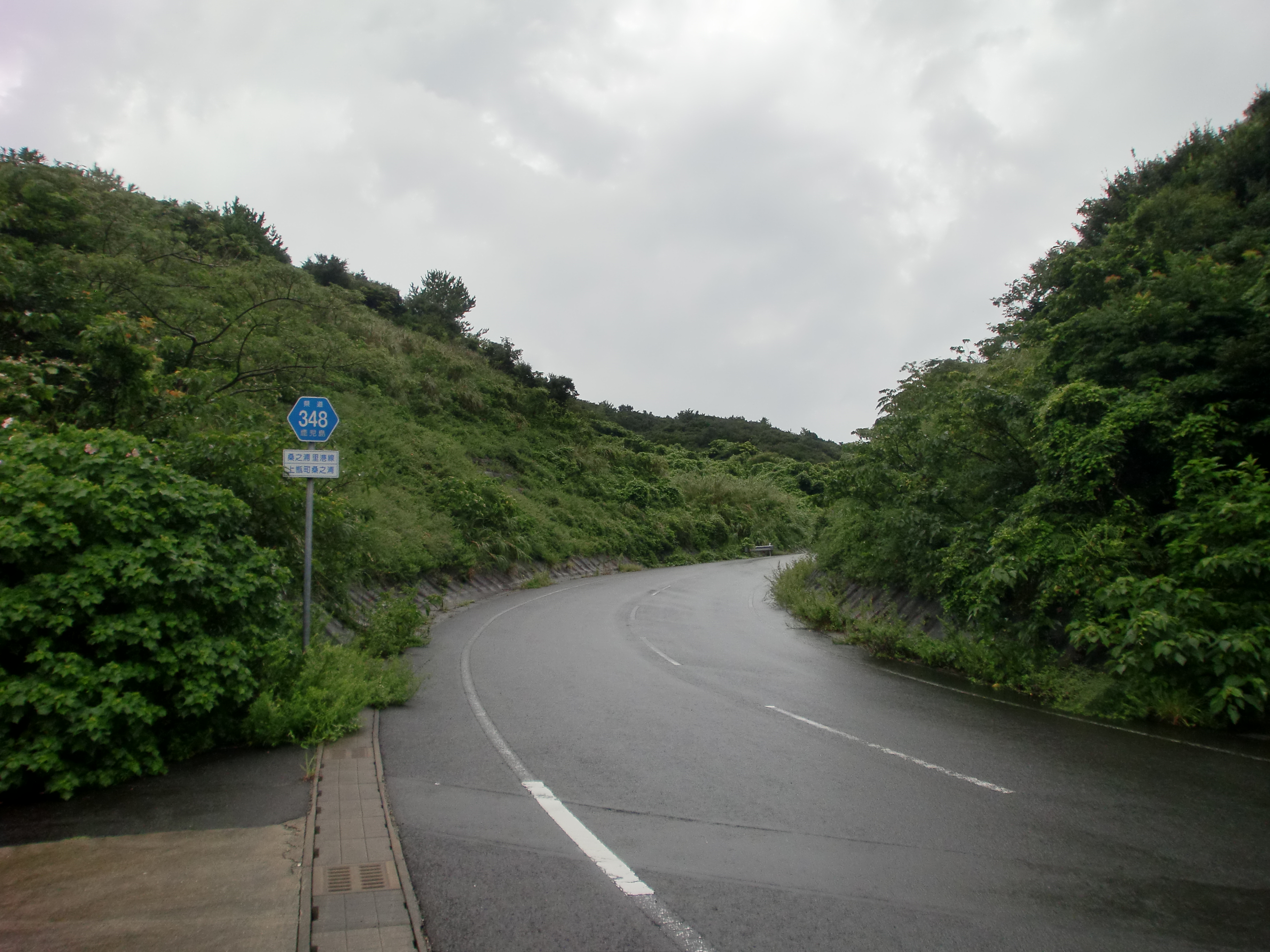
県道348号（起点）

桑之浦と瀬上間の道路はかつては山道と水田の畔道を経て海岸線をたどるルートであったが、生活物資の輸送は船による運搬が行われていた。1966年（昭和41年）に桑之浦から瀬上まで自動車が通行可能な道路が開通した。県道桑之浦里港線は1973年（昭和48年）4月11日にそれまでの県道中甑里港線が中甑から桑之浦まで県道として延伸指定されたものである。

### 道路
一般県道
- 鹿児島県道348号桑之浦里港線

### バス
コミュニティバスである「甑かのこゆりバス」が運行されている。桑之浦から上甑町中甑を経て上甑町江石までを結ぶ路線が運行されており、桑之浦の区域にあるバス停は2020年（令和2年）現在以下のとおりである。
- 浦内・江石線
  - 桑之浦

### 港湾
- 桑之浦港（薩摩川内市管理）